# 新巴甫利夫卡 (巴什坦卡區)
47°25′35″N 32°35′42″E / 47.42639°N 32.59500°E
新巴甫利夫卡（烏克蘭語：Новопавлівка）是位於烏克蘭南部的村莊，由尼古拉耶夫州巴什坦卡區的巴什坦卡市鎮負責管轄。該村始建於1840年，面積2.48平方公里，海拔高度79米，2001年人口730，人口密度每平方公里294.4人。